# Nymphon mauritanicum
Nymphon mauritanicum is een zeespin uit de familie Nymphonidae. De soort behoort tot het geslacht Nymphon. Nymphon mauritanicum werd in 1942 voor het eerst wetenschappelijk beschreven door Fage. 